# 謝紐基
51°46′3″N 30°48′44″E / 51.76750°N 30.81222°E
謝紐基（烏克蘭語：Сенюки），是烏克蘭北部的村莊，隸屬切爾尼希夫州的切爾尼希夫區。該村始建於1876年，面積0.51平方公里，海拔高度144米，2001年人口60，人口密度每平方公里117.7人。